# La Concordia (Fribourg)
La Concordia ist der Name des offiziellen Blasorchesters der Stadt Freiburg (französisch Fribourg) in der Schweiz. Es wurde 1882 im Au-Quartier der Stadt Freiburg als Le cercle de la Concorde gegründet und erreichte bei nationalen und internationalen Musikwettbewerben für Harmonieorchester diverse Auszeichnungen. Das Orchester stand von 1993 bis 2024 unter der Leitung von Jean-Claude Kolly. Seitdem ist Stéphane Delley der Dirigent.

## Geschichte
1883 gründete Abt Kleiser den Cercle de la Concorde in Freiburg. Ein Jahr darauf entstand die Blaskapelle du Cercle. Ab 1905 nannte sich die Blasmusik Concordia und war Mitglied des eidgenössischen, ab 1921 auch des kantonalen Musikverbandes. 1923 erreichte die Concordia am eidgenössischen Musikfest in Zug den ersten Rang. 1938 zeichnete der Freiburger Stadtrat die Concordia mit dem Titel «offizielle Stadtmusik von Freiburg» aus.
Um den Nachwuchs zu fördern, wurde 1969 die Kadettenmusik gegründet. Seit 1972 spielen auch Frauen in der Concordia mit. 1977 und 1987 besuchte die Concordia die Partnerstadt Nova Friburgo in Brasilien, 1996 reiste sie nach Mexiko. Am eidgenössischen Musikfest in Interlaken erreichte sie den dritten Rang, am kantonalen Musikfest 2005 den ersten und 2006 am eidgenössischen Musikfest in Luzern den dritten Rang. Am eidgenössischen Musikfest in Montreux holte sich die Concordia 2016 die Silbermedaille in der Kategorie Höchstklasse Harmonie. Beim World Music Contest 2017 im niederländischen Kerkrade reichte es mit 91,70 Punkten für den fünften Rang und beim Musikfest 2018 in Grenchen für den ersten Platz. 2019 reiste die Concordia zu einem Gegenbesuch der Suworow-Kadetten nach Russland, wo sie in Moskau und Sankt Petersburg auftraten.

## Besetzung
Unter der Leitung von Jean-Claude Kolly wandelte sich die Besetzung: Aus der Blaskapelle wurde ein Harmonieorchester. Die Blechblasinstrumente Bügelhorn und Cornet sind verschwunden. Euphonium und Tuba wurden von je rund fünf auf je drei reduziert. Die Tambourengruppe, die früher für die Marschmusik nötig war, wurde von fünf bis sieben auf eine bis zwei Personen reduziert, was zum Defilieren ausreicht. Zählte die Concordia 1992 insgesamt 110 Musiker, die 55 Blech- und 55 Holzblasinstrumente spielten, zählt das heutige Orchester der Concordia zwischen 70 und 80 Musikern, die 43 Holzblasinstrumente und 30 Blechblasinstrumente spielen. Die Blechblasinstrumente sind deutlich in der Minderheit, was für Harmonieorchester typisch ist.

## Diskografie
Zwar finden sich historische Aufnahmen auf Audio-Kassetten in der Freiburger Kantons- und Universitätsbibliothek und Michel Charrière führt in seiner Chronik auch diverse Aufnahmetage auf – vor allem für eine Diskette zum hundertjährigen Jubiläum der Concordia –, die folgende Liste beschränkt sich aber auf CDs mit Interpretationen der Concordia.
- La Concordia, corps de musique officiel de la ville de Fribourg. Dirigent: Bernard Chenaux; Produktion: Studios techniques, Fribourg [1970].
- La Concordia, corps de musique officiel de la ville de Fribourg. Dirigent: Eric Conus; Produktion: Artlab, Praroman 1986.
- Triptyque. Dirigent: Jean-Claude Kolly; Produktion: Artlab, Senèdes 2007.
  - CD 1. La Concordia en concours
    - Asgard von Teodoro Aparicio Barberan, Aufnahme vom eidgenössischen Musikfest 2006 in Luzern
    - La Passio de Crist, mouvement III von Ferrer Ferran, Aufnahme vom Kantonalen Musikfest 2005 in Freiburg
    - Symphonic Variations von Oliver Waespi, Aufnahme vom Kantonalen Musikfest 2005 in Freiburg

  - CD 2: Les compositeurs espagnols
    - Consuelo Ciscar von Ferrer Ferran, Aufnahme vom Jahreskonzert 2007
    - Symphony no 1 «La Vall de la Murta» von Andrés Valero-Castells, Aufnahme vom Jahreskonzert 2007
    - Ceremonial von Ferrer Ferran, Aufnahme vom Jahreskonzert 2007
    - Algemiz von Ferrer Ferran, Aufnahme vom Jahreskonzert 2006

  - CD 3: Les concerts à thèmes
    - Symphonie funèbre et triomphale, opus 15 von Hector Berlioz, arr. Désiré Dondeyne, Aufnahme des Konzerts in Düdingen 2006
    - Ouverture for Winds von Felix Mendelssohn, Aufnahme des Konzerts in Düdingen 2006
    - The Mountains of Mallorca, Mouvement VI: Mont Ferrutx, Aufnahme vom Jahreskonzert 2005
    - Aurora von Thomas Doss, Aufnahme vom Jahreskonzert 2006